# Управління з регулювання аудіовізуальних та цифрових комунікацій
Управління з регулювання аудіовізуальних та цифрових комунікацій (фр. Autorité de régulation de la communication audiovisuelle et numérique; ARCOM) — незалежне адміністративне агентство у Франції, яке з'явилось 1 січня 2022 року як результат злиття Вищої аудіовізуальної ради (CSA) і Вищого органу з розповсюдження творів і захисту прав в Інтернеті (HADOPI).  ARCOM відповідає як за аудіовізуальні, так і за цифрові комунікації.
Здійснює нагляд за спостереженням відомчих організацій законів про засоби масової інформації. Серед цілей агентства — боротьба з цифровим піратством і нелегальними сайтами-дзеркалами. Крім того, вжито законодавчих заходів щодо надання агентству нових повноважень у боротьбі з незаконною трансляцією спортивних подій та змагань.